# Lemvigkredsen
Lemvigkredsen var en opstillingskreds i Ringkøbing Amtskreds fra 1920 til 1970. I 1849-1919 var kredsen en valgkreds. 
I 1971-2006 var der meste af området en del af Ringkøbingkredsen, der også blev kaldt Ringkøbing-Lemvig Kredsen. 
I 2007 blev Ny Lemvig Kommune overført til Struerkredsen, der er 1. opstillingskreds i Vestjyllands Storkreds.